# Borussia Dortmund (balonmano)
El Borussia Dortmund balonmano (Borussia Dortmund Handball), en alemán y oficialmente, o Borussia Dortmund de manera abreviada) o por sus siglas BVB, es la sección de balonmano femenino del Borussia Dortmund de la ciudad de Dortmund, Alemania. Fue creada en 1909, en la actualidad disputa la Liga de Alemania de balonmano femenino.

## Plantilla 2022-23
|  | Porteras - 12 Sophie Amalie Moth - 15 Madita Kohorst - 16 Yara ten Holte Extremos izquierdos - 6 Zoë Sprengers - 33 Anna-Lena Hausherr Extremos derechos - 22 Meret Ossenkopp Pívots - 9 Lisa Antl - 29 Emma Olsson | Laterales izquierdos - 11 Harma van Kreij - 23 Haruno Sasaki - 66 Dana Bleckmann Centrales - 4 Alina Grijseels - 30 Frida Nåmo Rønning Laterales derechos - 37 Anastassija Siwucha - 94 Sara Garović |

## Palmarés
- Bundesliga de balonmano femenina:
  - Campeón: 2021
  - Bronce: 2000
- Copa DHB:
  - Campeón: 1997
  - Finalista: 2016
- Copa de Europa EHF femenina:
  - Finalista: 2003